# Pico Lezna
El pico Lezna es una montaña de la cordillera Cantábrica enclavada en el macizo de Fuentes Carrionas (Montaña Palentina, España).  Mide 2208 metros de altitud y establece la divisoria entre dos municipios: La Pernía al este y Cervera de Pisuerga al oeste.
Al norte, se halla próximo a los puertos de Pineda, muy cerca del límite provincial con Cantabria. Al sur del pico, las aguas del río Carrión fertilizan la vega Correcaballos. A 1,2 km de distancia en línea recta desde el pico Lezna se localiza el pico Pumar (2066 m).

## Rutas de acceso
Las rutas de montañismo más directas para acceder al pico Lezna parten de Cucayo, pueblo de Vega de Liébana, y de Lores, pueblo de La Pernía.